# Kader Keïta
Abdul Kader Keïta (Abidjã, 6 de agosto de 1981) é um ex-futebolista marfinense que atuava como ponta-direita. 

## Carreira
Atuou em diversos clubes, tendo se destacado no Lille e no Lyon. Em julho de 2010 transferiu-se para o Al-Sadd, do Catar.

### Seleção Nacional
Integrou o elenco da Seleção Marfinense na Copa do Mundo FIFA de 2010.

## Títulos
Africa Sports
- Recopa Africana: 1999

Al-Ain
- Copa do Golfo: 2001
- Campeonato Emiradense: 2001–02

Al-Sadd
- Copa do Emir de Catar: 2002–03 e 2004–05
- Copa do Catar: 2003
- Liga do Catar: 2003–04
- Liga dos Campeões da AFC: 2011

Lyon
- Ligue 1: 2007–08
- Copa da França: 2007–08